# Morze
Morze er en kort polsk dokumentarfilm fra 1933 instrueret af Wanda Jakubowska og produceret af Edmund Byczynski.
Filmen blev nomineret til en Oscar for bedste kortfilm, Nyhed i 1934.